# Tropical Prediction Center
Le Tropical Prediction Center (TPC) était une subdivision du National Centers for Environmental Prediction (NCEP), organisme du National Weather Service des États-Unis d'Amérique de 1995 à 2010. Il avait pour mission de sauver des vies, réduire les dommages aux propriétés et accroître l'efficacité économique dans le domaine de la prévision des cyclones tropicaux. Situé à l'université internationale de Floride à Miami, était subdivisé en trois sections : le National Hurricane Center (HNC), le Tropical Analysis and Forecast Branch (TAFB) et le Technical Support Branch (TSB). Le TPC était issu d'une réorganisation du National Hurricane Center en 1995 et redevint le NHC en 2010.

## Histoire
En 1992, l'ouragan Andrew est passé sur le sud de la Floride. Le National Hurricane Center, à Coral Gables, fut frappé directement et a perdu son radar météorologique mais n'a pas cessé ses opérations. En 1995, le NHC a emménagé dans une nouvelle installation résistante aux ouragans sur le campus de l'Université internationale de Floride, capable de résister à des vents de 210 km/h. Son nom a alors été changé en Tropical Prediction Center et fut divisé en trois : les prévisionnistes des ouragans furent regroupés comme une unité distincte qui garda le nom de NHC, une section d'analyse tropicale et une section du support technique. Le 1er octobre 2010, le Tropical Prediction Center est redevenu le National Hurricane Center et le groupe anciennement connu sous le nom de NHC fut renommé Hurricane Specialists Unit (Unité des spécialistes des ouragans),.

## Responsabilités
Le Tropical Prediction Center était un des centres météorologiques régionaux spécialisés de l’Organisation météorologique mondiale. Il avait la responsabilité d'accomplir sa mission et de fournir des services aux 24 pays de l'Amérique du Nord, de l'Amérique centrale et des Caraïbes, ainsi qu'aux navigateurs de l'océan Atlantique Nord, de la mer des Caraïbes, du golfe du Mexique et de l'Est de l'océan Pacifique Nord. Pour ce faire, il était en étroite collaboration avec les divers gouvernements et leurs propres services météorologiques ainsi que les médias et les autorités.

## Organisation

### National Hurricane Center

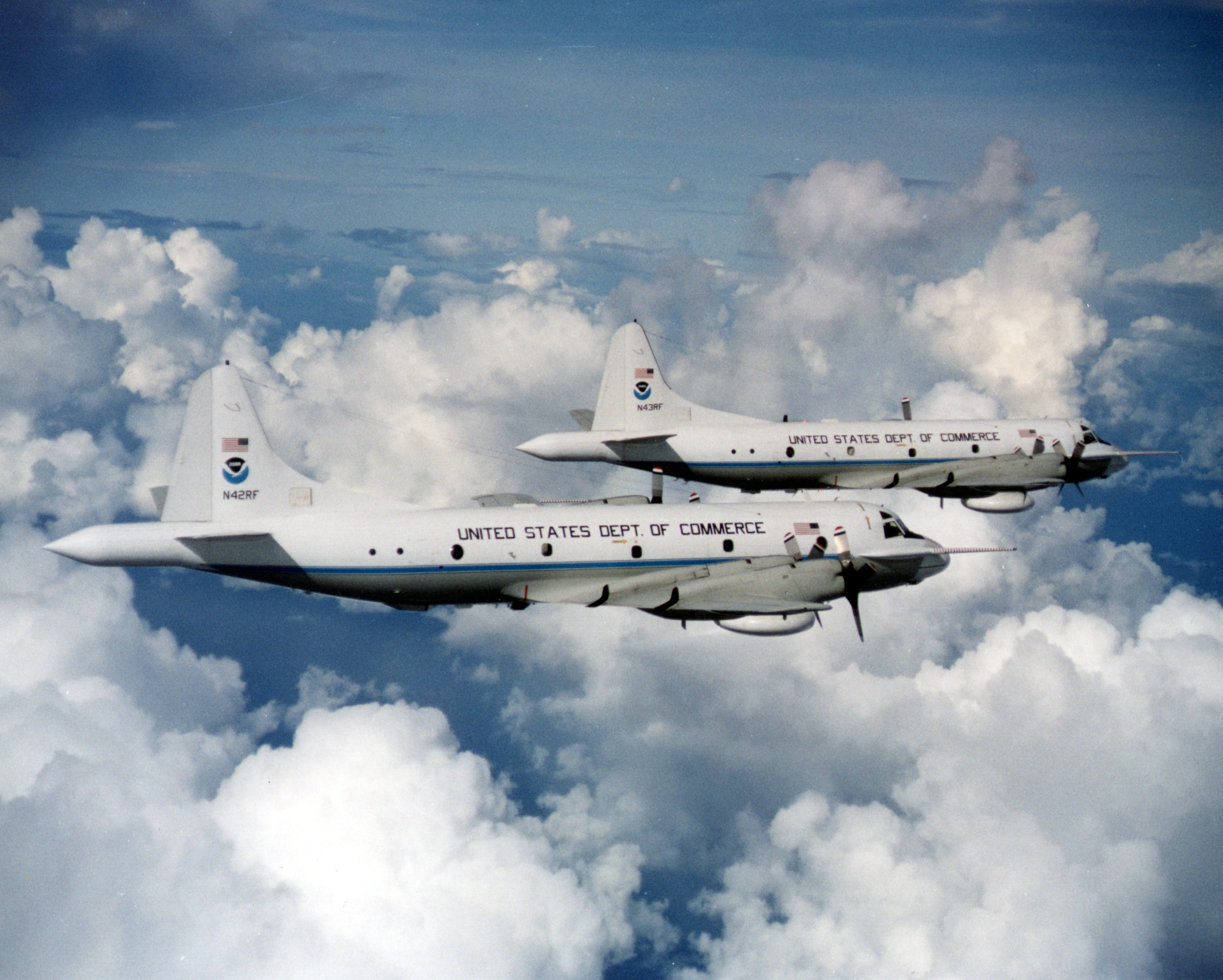
Avions Lockheed Orion WP-3D pour l'observation in situ des ouragans en utilisant divers instruments dont les catasondes

Le National Hurricane Center surveille les cyclones tropicaux du 15 mai au 30 novembre pour l'est de l'océan Pacifique, et du 1er juin au 30 novembre pour l'océan Atlantique. Le NHC publie des prévisions, avertissements et alertes sous forme de communiqués et de graphiques. Il coordonne ses activités avec les pays limitrophes qui ont seuls juridiction dans leurs eaux et territoires. Par exemple, le HNC suit les systèmes tropicaux s'approchant du Canada mais c'est le Centre canadien de prévision d'ouragan qui prend la relève quand ces tempêtes entrent dans les eaux du pays et émet des alertes météorologiques en coordination avec les centres locaux de prévision du Service météorologique du Canada.
Hors de la saison cyclonique active, le NHC offre des séances de formation destinées aux gestionnaires des mesures d'urgence, aux autorités américaines et aux représentants d'autres pays touchés par les cyclones tropicaux.

### Tropical Analysis and Forecast Branch (TAFB)
Le Tropical Analysis and Forecast Branch fournissait toute l'année des analyses et prévisions détaillées pour la navigation maritime de l'est de l'océan Pacifique (y compris dans l'hémisphère sud) et du nord de l'océan Atlantique. Pour ce faire, le TAFB utilisait une multitude de sources dont l'imagerie satellitaire, les bouées océaniques, les stations de surface et les radars météorologiques. Il fournissait au NHC des interprétations des données, des modèles climatiques, des estimés des précipitations, le positionnement des cyclones et des estimés relatifs à l'intensité basés sur la technique de Dvorak.

### Technical Support Branch (TSB)
Le Technical Support Branch fournissait les supercalculateurs et les infrastructures de communication pour le TPC. Le TSB développait des outils et logiciels pour obtenir les meilleurs modèles d'analyse et de prévision climatique.

## Collaboration
Le TPC entretenaient une collaboration étroite avec les universités, les laboratoires de recherche gouvernementaux, les bureaux de météorologie internationales, le secteur privé et les autres divisions du National Weather Service pour se maintenir à l'avant-garde des connaissances sur le climat tropical, en participant à des opérations de coordination, de recherche, de formation et développement de nouvelles techniques d'analyse et de prévision d'événements tropicaux.